# Source-Seine
Source-Seine (Nederlands: Bron van de Seine) is een gemeente in het Franse departement Côte-d'Or in de regio Bourgogne-Franche-Comté. Source-Seine is in 2009 ontstaan door de fusie van de toenmalige gemeenten Blessey en Saint-Germain-Source-Seine en telde toen 52 inwoners. De gemeente maakt deel uit van het arrondissement Montbard.

## Geografie
De oppervlakte van Source-Seine bedraagt 16,41 km², de bevolkingsdichtheid is 3,2 inwoners per km².
De onderstaande kaart toont de ligging van Source-Seine met de belangrijkste infrastructuur en aangrenzende gemeenten.

## Demografie
Onderstaande figuur toont het verloop van het inwonertal (bron: INSEE-tellingen).